# Taszko Georgiewski
Taszko Georgiewski (cyryl. Ташко Георгиевски, ur. 15 marca 1935 we wsi Kerasies w okolicach Edessy, zm. 13 kwietnia 2012 w Skopju) – macedoński pisarz scenarzysta filmowy i eseista.
Urodził się we wsi Kerasies (do 1926 r. Kroncelewo). Od 1947 r. w Jugosławii. Ukończył studia filologiczne na wydziale filozoficznym Uniwersytetu Cyryla i Metodego w Skopju. Pracował w redakcji czasopisma Mlad borec, później był współzałożycielem i redaktorem czasopisma Sowremenost. Pracował również w telewizji macedońskiej oraz w wydawnictwach Misla i Makedonska kniga. Członek macedońskiego PEN-clubu i Stowarzyszenia Pisarzy Macedońskich (od 1957 r.). Laureat wielu nagród literackich, m.in. nagrody literackiej im. Koczo Racina, nagrody im. Stale Popowa i in.
Georgiewski jest autorem cyklu powieści, poświęconych trudnemu losowi Macedończyków w na obszarze Macedonii Egejskiej w pierwszych dziesięcioleciach XX w., podczas greckiej wojny domowej (1944-1949) oraz podczas rządów komunistycznych w Jugosławii. Pierwszą częścią cyklu jest powieść Crno seme (1966), na podstawie której w 1971 r. Kiril Cenewski wyreżyserował film pod tym samym tytułem. Do tematyki egejskiej Georgiewski wracał w późniejszych powieściach, Zmiski wetar (1969), Wreme za molczenie (1978), Ramna zemja (1981), Isczeznuwanie (1998) i Crna biłka (2006).

## Publikacje
- 1957 – Ние зад насипот (tom opowiadań)
- 1960 – Луѓе и волци (powieść)
- 1962 – Ѕидови(powieść)
- 1964 – Суви ветрови (tom opowiadań)
- 1966 – Црно семе (powieść)
- 1969 – Змиски ветар (powieść)
- 1976 – Црвениот коњ (powieść)
- 1978 – Куќа под калето (opowiadania)
- 1978 – Време на молчење (powieść)
- 1981 – Рамна земја (powieść)
- 1987 – Плочата на животот (opowieść autobiograficzna)
- 1992 – Кајмакчалан (powieść)
- 1998 – Исчезнување (powieść)
- 2006 – Црна билка (powieść)